# Morti nel 2012
| Questa pagina contiene informazioni ricavate automaticamente dalle voci biografiche con l'ausilio del template Bio e di un bot. L'aggiornamento è periodico e automatico e ricostruisce completamente la pagina. Se manca una persona in questa lista, sei pregato di non aggiungerla, ma accertati piuttosto che la sua voce biografica contenga il template Bio e che i dati anagrafici siano correttamente compilati. Se il template Bio manca, inseriscilo tu stesso o, in alternativa, metti l'avviso {{tmp\|Bio}} che ne segnala la mancanza. Se i dati riportati sono sbagliati, correggi direttamente la voce biografica; le modifiche saranno visibili in questa lista entro pochi giorni. Per chiarimenti vedi il progetto biografie. La lista contiene solo le 2.031 persone che sono citate nell'enciclopedia e per le quali è stato implementato correttamente il template Bio. Pagina aggiornata al 18 ago 2025. |

## Senza giorno specificato(28)
- Jules Amez-Droz, schermidore svizzero (n. 1921)
- Carlo Brazzorotto, politico italiano (n. 1943)
- Jan Burgert, cestista e allenatore di pallacanestro olandese (n. 1931)
- Guerrino Carraro, calciatore e allenatore di calcio italiano (n. 1921)
- Haji Mohammad Chamkani, politico afghano (n. 1947)
- Giuseppe Damele, compositore e direttore d'orchestra italiano (n. 1928)
- Giorgio De Gaspari, illustratore, fumettista e pittore italiano (n. 1927)
- Giuliano De Marinis, archeologo, etruscologo e restauratore italiano (n. 1948)
- Alexandrina Găinușe, politica rumena (n. 1932)
- Renata Gelardini, fumettista italiana
- Enrico Gentile, cantante italiano (n. 1921)
- Renato Iacumin, scrittore, saggista e politico italiano (n. 1941)
- Georgi Kănev, cestista bulgaro (n. 1934)
- John Kilford, calciatore inglese (n. 1938)
- Luboš Kolář, cestista cecoslovacco (n. 1929)
- Werner Linß, calciatore tedesco orientale (n. 1937)
- Peter Lowe, artista britannico (n. 1938)
- Friedrich Karl Meyer, botanico tedesco (n. 1926)
- Giannīs Mpousios, cestista greco
- Mária Nagy, cestista ungherese (n. 1928)
- Ruggiero Ricci, violinista statunitense (n. 1918)
- Florisa Ruggeri, cestista italiana (n. 1921)
- Silvia Seidel, attrice tedesca (n. 1969)
- Santo Sfameni, imprenditore e mafioso italiano (n. 1928)
- Sandro Somarè, pittore e gallerista italiano (n. 1929)
- Tolīs Spanos, cestista greco (n. 1946)
- Guadelupe Velázquez, calciatore messicano (n. 1923)
- Oliviero Zega, calciatore italiano (n. 1924)